# A.P. Indy
A.P. Indy (1989-2020) est un cheval de course pur-sang anglais américain, lauréat entre autres de la Breeders' Cup Classic et étalon de tête aux États-Unis.

## Carrière de courses

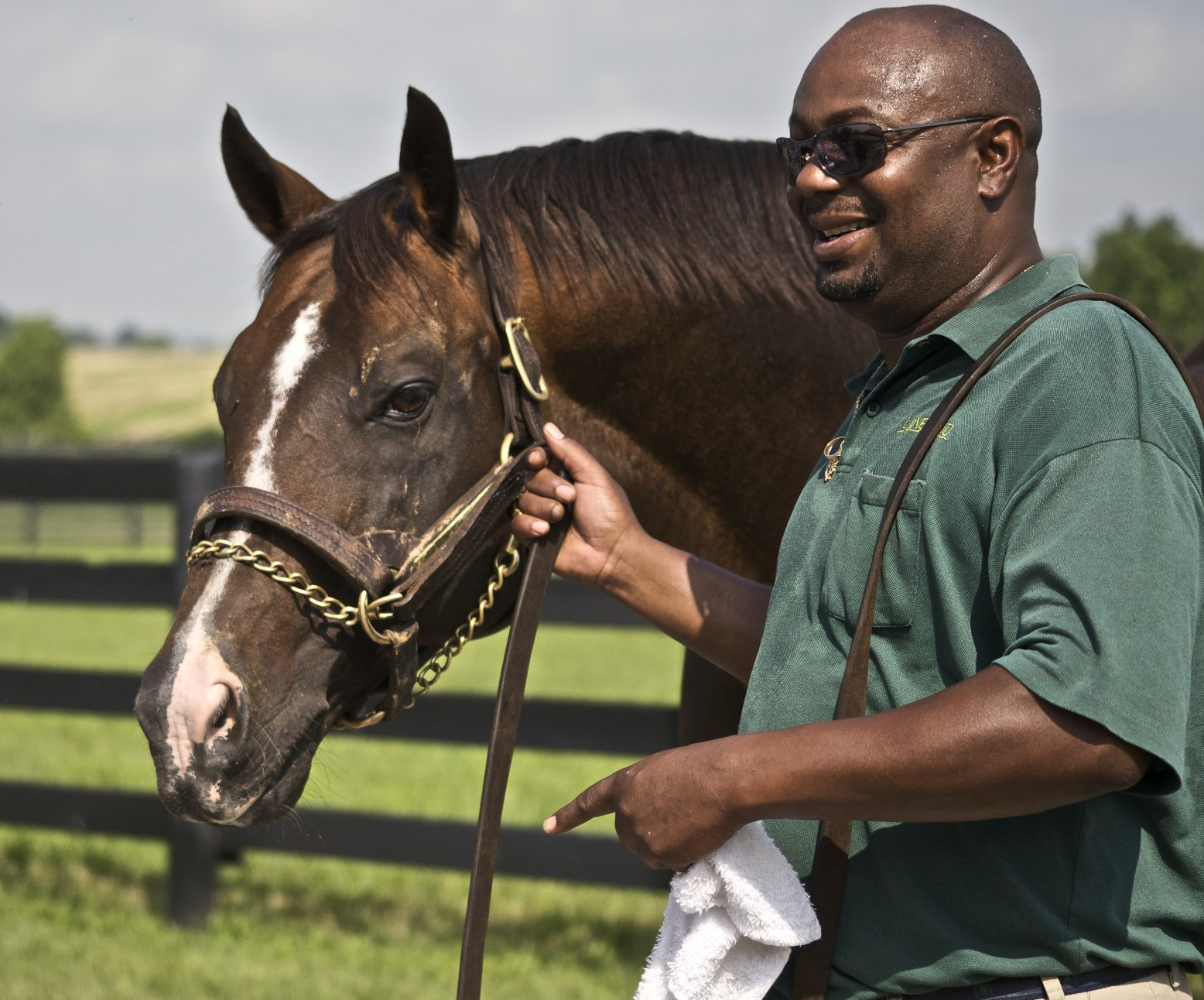
A.P. Indy en 2010

Poulain de grande naissance, A.P. Indy fit monter les enchères yearling, lorsqu'il fut acquis pour 2,9 millions de dollars par Tomonori Tsurumaki, qui le confia à l'entraînement de Neil Drysdale. Vainqueur d'un groupe 1 à 2 ans (le Hollywood Futurity), il s'affirme surtout au cours de son année classique. L'un des favoris pour le Kentucky Derby, surtout après sa victoire dans le Santa Anita Derby (Gr.1), il dut déclarer forfait lors des deux premières manches de la Triple couronne, gêné par un sabot douloureux. Mais il réapparut dans les Belmont Stakes où il se rendit maître des vainqueurs des deux premières épreuves, Lil E.Tee (lauréat surprise du Kentucky Derby où sombra le prodige Arazi) et Pine Bluff.
Pour sa première sortie face aux chevaux d'âge, A.P. Indy prend une belle troisième place dans la Jockey Club Gold Cup de Pleasant Tap. Mais en fin de saison, il assure son élection au titre de cheval de l'année (et de meilleur 3 ans) en remportant la Breeders' Cup Classic, où aux dépens de Pleasant Tap et de la Française Jolypha. Il se retire au haras sur cette victoire, après 8 succès en 11 courses et près de 3 millions de dollars de gains, et sera admis au Hall of Fame des courses américaines en 2000.  

### Résumé de carrière
| Date         | Hippodrome      | Pays        | Course                | Statut      | Distance    | Jockey          | Place       | Écart       | Vainqueur ou deuxième |
| 1991, 2 ans  | 1991, 2 ans     | 1991, 2 ans | 1991, 2 ans           | 1991, 2 ans | 1991, 2 ans | 1991, 2 ans     | 1991, 2 ans | 1991, 2 ans | 1991, 2 ans           |
| ------------ | --------------- | ----------- | --------------------- | ----------- | ----------- | --------------- | ----------- | ----------- | --------------------- |
| 24 août      | Del Mar         | États-Unis  | Maiden                |             | 1 200 m     | E. Delahoussaye | 4e / 7      | 5 ½         | Sharp Bandit          |
| 27 octobre   | Santa Anita     | États-Unis  | Maiden                |             | 1 300 m     | E. Delahoussaye | 1er / 9     | 4           | Dr Pain               |
| 4 décembre   | Bay Meadows     | États-Unis  | Allowance             |             | 1 600 m     | E. Delahoussaye | 1er / 8     | 3           | Kalookan Boy          |
| 22 décembre  | Hollywood Park  | États-Unis  | Hollywood Futurity    | Gr. 1       | 1 700 m     | E. Delahoussaye | 1er / 14    | encolure    | Dance Floor           |
| 1992, 3 ans  |                 |             |                       |             |             |                 |             |             |                       |
| 29 février   | Santa Anita     | États-Unis  | San Rafael Stakes     | Gr. 2       | 1 600 m     | E. Delahoussaye | 1er / 6     | 3/4         | Treekster             |
| 4 avril      | Santa Anita     | États-Unis  | Santa Anita Derby     | Gr. 1       | 1 800 m     | E. Delahoussaye | 1er / 7     | 1 ¾         | Bertrando             |
| 24 mai       | Belmont Park    | États-Unis  | Peter Pan Stakes      | Gr. 2       | 1 800 m     | E. Delahoussaye | 1er / 7     | 5 ½         | Colony Light          |
| 6 juin       | Belmont Park    | États-Unis  | Belmont Stakes        | Gr. 1       | 2 400 m     | E. Delahoussaye | 1er / 11    | 3/4         | My Memoirs            |
| 13 septembre | Woodbine        | Canada      | Molson Million Stakes | Gr. 1       | 1 800 m     | E. Delahoussaye | 5e / 7      | 2 ½         | Benburb               |
| 10 octobre   | Belmont Park    | États-Unis  | Jockey Club Gold Cup  | Gr. 1       | 2 000 m     | E. Delahoussaye | 3e / 7      | 6 ¾         | Pleasant Tap          |
| 31 octobre   | Gulfstream Park | États-Unis  | Breeders' Cup Classic | Gr. 1       | 2 000 m     | E. Delahoussaye | 1er / 14    | 2           | Pleasant Tap          |

## Au haras
Très attendu au haras, grâce à ses succès en compétition et ses origines de haut vol, A.P. Indy n'a pas déçu comme étalon, s'imposant vite parmi les meilleurs et donnant plus de 150 stakes winners et trente lauréats de groupe 1. Deux fois tête de liste des étalons américains (2003 et 2006), trois fois tête de liste des pères de mères (2015, 2020, 2021), ses performances de reproducteur lui valurent d'être l'un des étalons les plus chers au monde, avec un prix de saillie estimé à 300 000 dollars en 2007. À la suite de problèmes de fertilité, il est retiré de la monte en 2011. 

 Ses meilleurs produits sont : 
- Bernardini : Preakness Stakes, Jockey Club Gold Cup, Travers Stakes, 2e Breeders' Cup Classic. meilleur 3 ans de l'année 2006.
- Mineshaft : Jockey Club Gold Cup, Woodward Stakes, cheval de l'année 2003.
- Rags to Riches : Santa Anita Oaks, Kentucky Oaks, Belmont Stakes (première pouliche à remporter cette course depuis 1905, devançant le crack Curlin). Meilleure pouliche de 3 ans en 2007.
- Tempera : Breeders' Cup Juvenile Fillies, meilleure 2 ans américaine en 2001.
- Aptitude : Hollywood Gold Cup, Jockey Club Gold Cup.

Excellent père de mères, ses filles ont donné Royal Delta (double lauréate du Breeders' Cup Distaff), Super Saver (Kentucky Derby), Wait A While (Meilleure pouliche de 3 ans en 2006), Game Winner (Breeders' Cup Juvenile, 2 ans de l'année en 2018), Mystic Guide (Dubaï World Cup) ou Malathaat (Kentucky Oaks, Breeders' Cup Distaff, meilleure de 3 ans en 2021). Il est également très influent via son fils Pulpit, père à son tour de l'étalon de tête Tapit (tête de liste des étalons américains à trois reprises et père du phénomène Flightline) et de Lucky Pulpit, d'où California Chrome.
A.P. Indy s'éteint en février 2020, à 31 ans.

## Origines
A.P. Indy possède un "papier" exceptionnel. Il est fils du phénomène Seattle Slew, lauréat de la Triple couronne et grand étalon. 

Sa mère, Weekend Surprise, est elle aussi issue d'un cheval de légende, Secretariat, autre vainqueur de la Triple couronne et remarquable père de mères. Elle fit partie des meilleures pouliches de sa génération, remportant deux groupe 3 à 2 ans, et surtout terminant deuxième des Frizette Stakes et des Matron Stakes, deux groupe 1 de premier ordre. Elle poursuivit sa carrière jusqu'à 4 ans, où elle décrocha encore un accessit dans un groupe 1. 
Devenue poulinière, Weekend Surprise s'avéra une exceptionnelle matrone, donnant, outre A.P. Indy :
- Summer Squall (par Storm Bird), vainqueur des Preakness Stakes et des Hopeful Stakes, deuxième du Kentucky Derby.
- Weekend in Seattle (par Seattle Slew), deuxième des CCA Oaks (Gr.1)
- Honor Grades (Danzig), deuxième des Derby Trial Stakes en Angleterre.
- Weekend Storm (Storm Bird), mère de Court Vision (Gulch) : Breeders' Cup Mile, Hollywood Derby, Shadwell Turf Mile, Woodbine Mile.

Weekend Surprise se recommande de sa mère, Lassie Dear, vainqueur d'un groupe 3 et sœur de Gay Mecene (par Vaguely Noble), vainqueur d'un Grand Prix de Saint-Cloud), et Gallanta (par Nureyev), 2e d'un Prix Morny. Lassie Dear a donné également : 
- Wolfhound (par Nureyev) : Haydock Sprint Cup, Prix de la Forêt
- Al Mufti (par Roberto), 2e d'un groupe 1 en Afrique du Sud.
- Charming Lassie (par Seattle Slew), mère de :
  - Lemon Drop Kid (par Kingmambo), lauréat des Futurity Stakes, des Belmont Stakes, des Travers Stakes et du Whitney Handicap.
- Lassie's Lady (par Alydar), mère de :
  - Love Me True (par Kingmambo), troisième des Killavullan Stakes (Gr.3), mère de :
    - Duke of Marmalade (par Danehill) : Prix Ganay, Tattersalls Gold Cup, Prince of Wales's Stakes, King George, International Stakes. Cheval d'âge de l'année en Europe (2008)
    - Ruler of The World (par Galileo) : Derby, Chester Vase (Gr.3), 2e Prix Niel, 3e Champion Stakes.
    - Norway (par Galileo) : Kilternan Stakes (Gr.3), 2e Chester Vase, 3e Irish Derby, Great Voltigeur Stakes (Gr.2).
    - Annus Mirabilis (par Montjeu) : 2e Adelaide Cup (Gr.2, AUS), 4e Sydney Cup (Gr.1).

### Pedigree
| Origines de A.P. Indy (USA), mâle bai brun né en 1989 | Origines de A.P. Indy (USA), mâle bai brun né en 1989 | Origines de A.P. Indy (USA), mâle bai brun né en 1989 | Origines de A.P. Indy (USA), mâle bai brun né en 1989 |
| ----------------------------------------------------- | ----------------------------------------------------- | ----------------------------------------------------- | ----------------------------------------------------- |
| Père Seattle Slew                                     | Bold Reasoning                                        | Boldnesian                                            | Bold Ruler                                            |
| Père Seattle Slew                                     | Bold Reasoning                                        | Boldnesian                                            | Alanesian                                             |
| Père Seattle Slew                                     | Bold Reasoning                                        | Reason to Earn                                        | Hail to Reason                                        |
| Père Seattle Slew                                     | Bold Reasoning                                        | Reason to Earn                                        | Sailing Home                                          |
| Père Seattle Slew                                     | My Charmer                                            | Poker                                                 | Round Table                                           |
| Père Seattle Slew                                     | My Charmer                                            | Poker                                                 | Glamour                                               |
| Père Seattle Slew                                     | My Charmer                                            | Fair Charmer                                          | Jet Action                                            |
| Père Seattle Slew                                     | My Charmer                                            | Fair Charmer                                          | Myrtle Charme                                         |
| Mère Weekend Surprise                                 | Secretariat                                           | Bold Ruler                                            | Nasrullah                                             |
| Mère Weekend Surprise                                 | Secretariat                                           | Bold Ruler                                            | Miss Disco                                            |
| Mère Weekend Surprise                                 | Secretariat                                           | Somethingroyal                                        | Princequillo                                          |
| Mère Weekend Surprise                                 | Secretariat                                           | Somethingroyal                                        | Imperatrice                                           |
| Mère Weekend Surprise                                 | Lassie Dear                                           | Buckpasser                                            | Tom Fool                                              |
| Mère Weekend Surprise                                 | Lassie Dear                                           | Buckpasser                                            | Blusanda                                              |
| Mère Weekend Surprise                                 | Lassie Dear                                           | Gay Missile                                           | Sir Gaylord                                           |
| Mère Weekend Surprise                                 | Lassie Dear                                           | Gay Missile                                           | Missy Baba (famille 3-l)                              |